# 류인출
류인출(1967년 1월 8일 ~ )은 대한민국의 정치인이다. 원주시의원, 강원도의원을 지냈다.

## 학력
- 영월고등학교 졸업
- 대구대학교 사범대학 물리교육과 졸업

## 경력
- 단구동 주민자치위원
- 한일APT입주자대표회의 회장
- 미래에셋생명 강원지점 부지점장
- 2010.07 ~ 2014.06: 제6대 원주시의회 의원
- 2014.07 ~ 2018.06: 제7대 원주시의회 의원
- 2018.07 ~ 2022.04: 제8대 원주시의회 의원
- 2022.07 ~ : 제11대 강원도의회 의원
  - 제11대 강원도의회 전반기 더불어민주당 원내대표
  - 제11대 강원도의회 전반기 기획행정위원회 위원
  - 제11대 강원도의회 전반기 예산결산특별위원회 위원
  - 제11대 후반기 강원특별자치도의회 안전건설위원회 위원

## 역대 선거 결과
|  | 20.16% |

|  | 31.10% |

|  | 48.90% |

|  | 51.80% |